# George Lann Nemhauser
George Lann Nemhauser (né le 27 juillet 1937,) est un mathématicien américain spécialiste en recherche opérationnelle, professeur d'ingénierie industrielle et des systèmes au Georgia Institute of Technology, titulaire de la A. Russell Chandler III Chair. Il a été président de l'Institute for Operations Research and the Management Sciences.

## Biographie
Nemhauser est né dans le Bronx, New York. Il a fait ses études de premier cycle universitaire au City College of New York, avec un diplôme en génie chimique obtenu en 1958. Il a obtenu son doctorat en recherche opérationnelle en 1961 à l'Université Northwestern, sous la supervision de Jack Mitten. Il a enseigné à l'université Johns-Hopkins de 1961 à 1969, puis est passé à l'Université Cornell, où il a occupé la chaire Leon C. Welch en recherche opérationnelle. Il a rejoint le Georgia Institute of Technology en 1985.
Il a été président de l'ORSA en 1981, président de la Mathematical Programming Society, et rédacteur en chef fondateur de la revue Operations Research Letters>.

## Recherches
La recherche de Nemhauser porte sur des problèmes de programmation linéaire mixte de grande taille et leurs applications. Il est un des co-inventeurs de la méthode branch and price pour la résolution de problèmes de programmation linéaire en nombres entiers. Il a aussi contribué des études importantes sur les algorithmes d'approximation pour les problèmes de l'emplacement d'installations et l'optimisation sous-modulaire. Avec Leslie Trotter, Nemhauser a montré en 1975 ue la solution optimale du problème de couverture par sommets pondéré contient tous les nœuds de valeur 1 dans la relaxation en programmation linéaire  et quelque nœuds de valeur 1/2.

## Livres
Nemhauser est l’auteur de : 
- Introduction to Dynamic Programming (Wiley, 1966)
- Robert S. Garfinkel et George L. Nemhauser, Integer programming, John Wiley & Sons, coll. « Series in Decision and Control », 1972, xiv+427 (MR 0381688).
- (en) George L. Nemhauser et Laurence A. Wolsey, Integer and Combinatorial Optimization : Wiley-Interscience Series in Discrete Mathematics and Optimization, New York, John Wiley & Sons, coll. « Wiley-Interscience Series in Discrete Mathematics and Optimization », 1988, xvi+763 (ISBN 0-471-82819-X, MR 948455)
- (en) George L. Nemhauser, Alexander H. G. Rinnooy Kan et Michael J. Todd (éditeurs), Optimization, Amsterdam/New York/New York, NY, U.S.A., North-Holland, coll. « Handbooks in operations research and management science », 1989, xiv+709 (ISBN 978-0-444-87284-5, SUDOC 003290352, présentation en ligne)

## Prix et distinctions
Fellowships
- 1986 : Fellow de l'Académie nationale d'ingénierie des États-Unis in 1986
- 2002 : Fellow de l'INFORMS
- 2008 : Fellow de la Society for Industrial and Applied Mathematics[3].
- 1988 : Médaille George E. Kimball pour services rendus à INFORMS et à la profession,
- 1977 : Prix Frederick W. Lanchester pour un article sur un algorithme d'approximation pour le problème de l'emplacement d'installations
- 1989 : un deuxième prix Frederick W. Lanchester pour son manuel Integer and Combinatorial Optimization
- 1992 : Phillip McCord Morse Lectureship Award
- 2010 : Premier récipiendaire du prix Khachiyan de laOptimization Society, attribué pour les réalisations de toute une vie[10]
- 2012 :  Prix de théorie John-von-Neumann (avec Laurence Wolsey)[11].